# فرانک والر
فرانک والر (انگلیسی: Frank Waller; ۲۴ ژوئن ۱۸۸۴ – ۲۹ نوامبر ۱۹۴۱) ورزشکار دو و میدانی اهل ایالات متحده آمریکا بود.